# Хаксли, Фрэнсис
Фрэнсис Хаксли (англ. Francis Huxley; 28 августа 1923, Оксфорд — 29 октября 2016, Себастопол, Калифорния) — британский зоолог, антрополог, писатель

; сын Джулиана Хаксли, брат Энтони Джулиана Хаксли. Являлся одним из основателей некоммерческой правозащитной организации Survival International.

## Биография
Родился в Оксфорде 28 августа 1923 года. Его отец знаменитый биолог Джулиан Хаксли, мать — писательница и скульптор Джульетта Байо Хаксли. Учился в школе Гордонстоун. В 1943 году стал помощником штурмана на корабле HMS Ramilles. После Второй мировой войны получил ученые степени по зоологии и социальной антропологии Баллиол-колледже в Оксфорде. Научным руководителем его был Питер Медавар. В 1969 году он стал соучредителем Survival International, деятельность которой направлена на защиту прав коренных народов. С 1990 года жил в Нью-Мексико, с 2006 года — в Калифорнии. Умер 29 октября 2016 года в Себастополе.

## Деятельность
На начальных этапах карьеры занимался зоологическими исследованиями. В дальнейшем стал заниматься вопросами социальной антропологии, психологии и парапсихологии. В 1958 году совместно с Хамфри Осмондом исследовал терапевтическое значения ЛСД при алкогольной зависимости. В 1965 году вместе с отцом был организатором конференции по ритуализации поведения животных и человека. В 1969—1972 годах принимал участие в миссиях по изучению положения коренных народов Южной Америки.

## Публикации
Хаксли автор множество статей и книг.

### Книги
- Huxley F. Affable Savages – An anthropologist among the Urubu Indians of Brazil (англ.). — New York: Viking Press, 1957. — 285 p. — ISBN 978-1879215276.
- Huxley F. The Invisibles: Voodoo Gods in Haiti (англ.). — London: Rupert Hart-Davis, 1966. — 247 p.
- Huxley F. The Way Of The Sacred (англ.). — London: Aldus & Jupiter Books, 1974. — 320 p.
- Huxley F. The Raven and the Writing Desk (англ.). — London: Harper & Row, 1976. — 191 p. — ISBN 1-58542-091-3.
- Huxley F. Shamans Through Time: 500 Years on the Path to Knowledge / edited by Jeremy Narby and Francis Huxley. — New York, 2001. — ISBN 1-58542-091-3.

### Статьи
- Huxley F. Exploration in Gambia (англ.) // The Geographical Magazine. — 1949. — Vol. 22. — P. 271—277.
- Huxley F. Charles Darwin – Life and Habit. Part 1 (англ.) // American Scholar. — 1959. — Vol. 29, no. 4,. — P. 489—499. — JSTOR 41200038.
- Huxley F. Resenha de “A Organização Social dos Tupinambá” (англ.) // Sociologia. — 1951. — Vol. 13, no. 3. — P. 289—297.